# Партон, Джеймс
Джеймс Партон (англ. James Parton; 9 февраля 1822, Кентербери, Англия — 17 октября 1891, Ньюберипорт) — американский писатель
-биограф.

## Биография
Родился в Англии. В 5-летнем возрасте с семьёй переехал в США. Получил педагогическое образование, учительствовал в Филадельфии, затем в Нью-Йорке.
После того, как стало известно, что он является сторонником агностицизма, недопустимого в тогдашней религиозной Америке, был уволен с работы.
В 1848 году Партон устроился в частную академию в Нью-Йорке и начал с успехом заниматься литературным творчеством. Журнал New York Home Journal в 1852 году нанял его в качестве литературного сотрудника. Однако, это продлилось недолго и он расстался с редакцией.
Партон был самым популярным биографом своего времени в Америке. Написал биографию Вольтера, Франклина, Джексона, Джефферсона, Бёрра и других американских деятелей, а также «The people’s book of biography» (1868), «Smoking and drinking» (1868), «Caricature and other comic art in all times and many lands» (1877), «Lives of illustrious men» (1881), «Humorous poetry of english language from Chaucer to Saxe» (1856; 7 изд., 1867).
Документальная литература Партона сочетала в себе элементы написания романов, что сделало его книги довольно популярными. Гарриет Бичер-Стоу однажды поблагодарила его "за удовольствие, которое вы доставили мне в биографических произведениях, которые вы смогли сделать более интересными, чем романы.
Его первая жена, Сара (1811—1872), была сестрой писателя Натаниэля Паркера Уиллиса, получила большую популярность как писательница под псевдонимом Фанни Ферн . Они поженились в 1856 году. Среди её работ романы «Рут Холл» (1854) и «Роуз Кларк» (1857), несколько томов очерков и рассказов.
В 1876 году Партон женился вторично на Эллен Уиллис Элдридж, дочери своей первой жены от первого брака.

## Избранные произведения
- Life of Horace Greeley (1855)
- Life and Times of Aaron Burr (1857)
- Life of Andrew Jackson (1859—1860) 3 тома
- General Butler in New Orleans: History of the Administration of the Department of the Gulf in the Year 1862: With an Account of the Capture of New Orleans, and a Sketch of the Previous Career of the General, Civil and Military (1864)
- Life and Times of Benjamin Franklin (1864)
- Famous Americans of Recent Times (1867)
- Eminent Women of the Age; Being Narratives of the Lives and Deeds of the Most Prominent Women of the Present Generation (1868) (Twelve biographies of women, of which Parton wrote three: Florence Nightingale, Mrs. Frances Anne Kemble, and Jenny Lind Goldschmidt)
- The People’s Book of Biography (1868)
- Life of Thomas Jefferson (1874)
- Life of Voltaire (1881)
- Noted Women of Europe and America: Authors, Artists, Reformers, and Heroines. Queens, Princesses, and Women of Society. Women Eccentric and Peculiar. From the Most Recent and Authentic Sources (1883)
- Captains of Industry (1884 и 1891)